# Bayerische Staatsmedaille für besondere Verdienste um die Umwelt
Die Bayerische Staatsmedaille für herausragende Verdienste um die Umwelt ist eine Auszeichnung des Bayerischen Staatsministeriums für Umwelt und Verbraucherschutz, die seit 2009 an Personen, Vereinigungen oder Kommunen verliehen wird, die sich um die Umwelt sowie den Verbraucherschutz herausragend verdient gemacht haben. Sie trug bis 2023 die Bezeichnung „Staatsmedaille für besondere Verdienste um die Umwelt“. Die Auszeichnung wird in der Regel pro Jahr höchstens 15-mal vergeben.
Die Medaille besteht aus Feinsilber und zeigt auf der Vorderseite das Große Bayerische Staatswappen und auf der Rückseite das Logo des Bayerischen Umweltministeriums. Sie wird begleitet mit einer Urkunde und einer Anstecknadel mit dem großen Staatswappen.
Die Bayerische Staatsmedaille für herausragende Verdienste um die Umwelt löste die Bayerische Staatsmedaille für Verdienste um Umwelt und Gesundheit ab, die seit 2004 vergeben wurde. Sie ist damit auch Nachfolgerin der ursprünglichen Bayerischen Umweltmedaille, die in verschiedenen Formen von 1972 bis 2003 existierte.
Die Bayerische Staatsmedaille für Verdienste um die Umwelt ist nicht zu verwechseln mit der Bayerischen Naturschutzmedaille, die der Bund Naturschutz in Bayern seit 1970 verleiht.